# Юстад (община)
Община Юстад (на шведски: Ystads kommun) е разположена в лен Сконе, югоизточна Швеция с обща площ 357 km2 и население 28 623 души (към 31 декември 2013). Административен център на община Юстад е едноименния град Юстад.